# Christopher Head
Christopher Head (né le 30 août 1986 à Neuilly-sur-Seine, dans les Hauts-de-Seine) est un entraîneur français de chevaux de courses, spécialisé dans les courses de plat.

## Carrière
Enfant de la balle, Christopher Head est issu d’une famille parmi les plus influentes des courses françaises, qui s'étend sur plusieurs générations. Il est le petit-fils d'Alec Head, jockey, entraîneur et éleveur au Haras du Quesnay, le fils du grand jockey et entraîneur Freddy Head et le neveu de Christiane Head. Après de brèves études en informatique, Christopher Head rejoint son père à 21 ans puis effectue un stage aux États-Unis chez Julio Canali, basé à Santa Anita. En 2015, il devient l'assistant de Christiane Head puis, après un passage chez l'entraîneur de courses d'obstacles Guillaume Macaire, il prend sa licence d’entraîneur en 2018 et s’installe à Chantilly. Il selle son premier vainqueur en 2019 et en 2022 la pouliche Sibilia Spain lui apporte un premier succès au niveau des courses de groupe dans le Prix du Muguet, sous la casaque de Yeguada Centurion, son principal propriétaire. Sous les mêmes couleurs, Blue Rose Cen lui offre un premier groupe 1 à l'automne, dans le Prix Marcel Boussac,. 2023 est l'année de la consécration classique avec le doublé Poule d'Essai des Pouliches / Prix de Diane réalisé par la même Blue Rose Cen. Mais l'année suivante, ses deux champions lui sont retirés par leur propriétaire, qui les confie à Maurizio Guarneri. 

## Palmarès sélectif (groupe 1)
France
- Prix de Diane – 1 – Blue Rose Cen (2023)
- Poule d'Essai des Pouliches – 1 – Blue Rose Cen (2023)
- Prix Marcel Boussac – 1 – Blue Rose Cen (2022)
- Prix de l'Opéra – 1 – Blue Rose Cen (2023)
- Prix de la Forêt – 1 – Ramatuelle (2024)

 Royaume-Uni
- Queen Elizabeth II Stakes – 1 – Big Rock (2023)